# Charlieu
 Charlieu  es una población y comuna francesa, situada en la región de Auvernia-Ródano-Alpes, departamento de Loira, en el distrito de Roanne. Es el chef-lieu del cantón de Charlieu.

## Demografía
| 4911 | 4923 | 4789 | 4322 | 3727 | 3582 | 3649 |
| Para los censos de 1962 a 1999 la población legal corresponde a la población sin duplicidades (Fuente: INSEE [Consultar]) |      |      |      |      |      |      |